# 大理东站
大理东站是位于云南省大理白族自治州大理市凤仪镇的一个铁路车站，车站建于1999年，有昆楚大铁路、广大铁路、滇藏铁路大丽段经过该站。设计规划为广大铁路最大货运站。现仅办理货运业务，不办理客运业务。车站距离广通站205公里，隶属中国铁路昆明局集团广通车务段，是二等站。